# هاك اشى هوفى

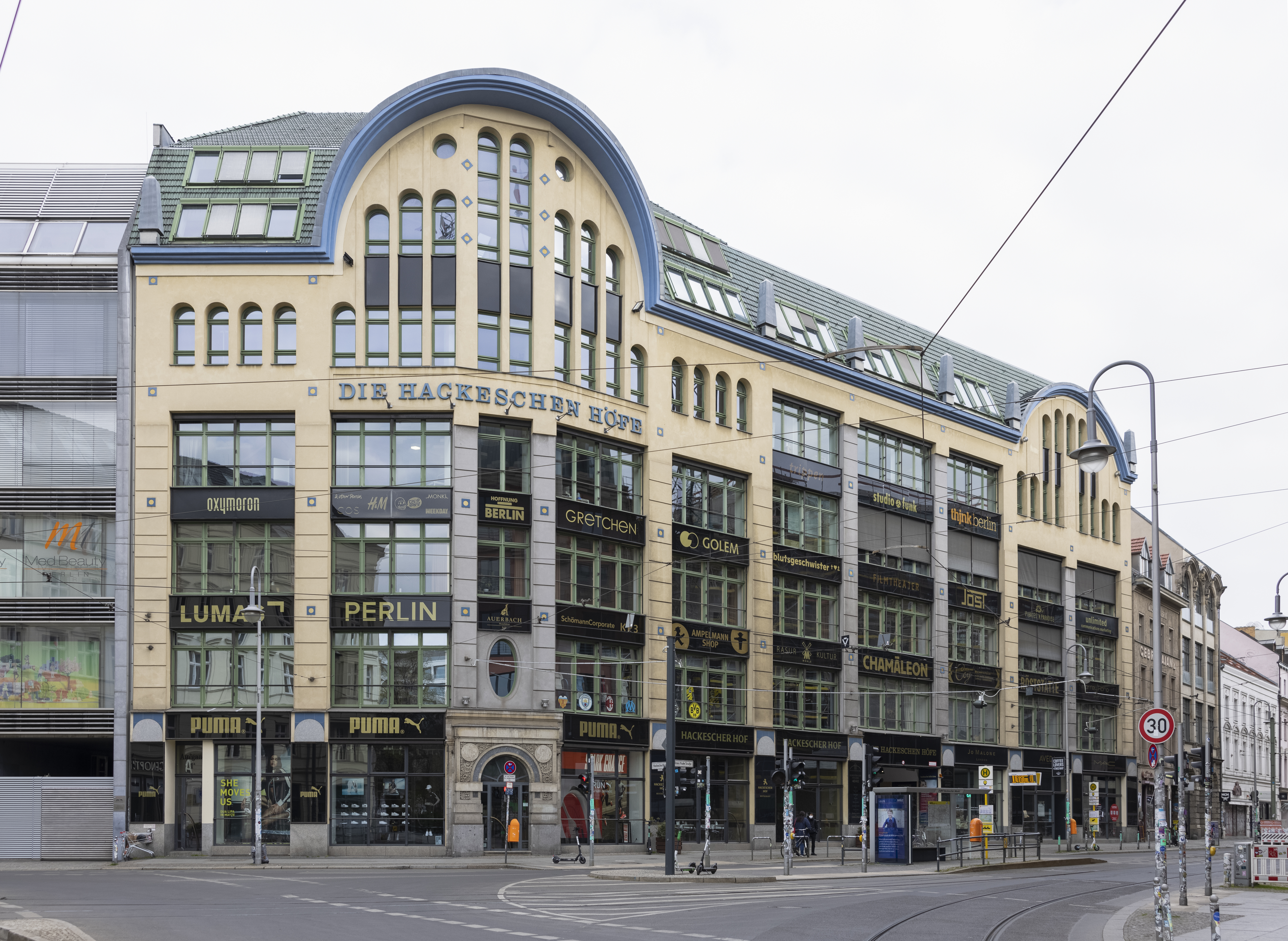
هاك اشى هوفى من هاكيشر ماركت

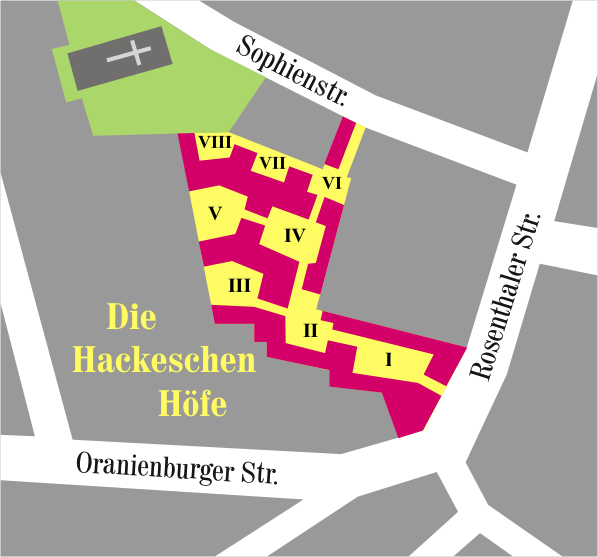
مخطط المجمع

هاك اشى هوفى عبارة عن مجمع فناء بارز يقع بجوار هاكيشر ماركت في وسط برلين. يتكون المجمع من ثمانية أفنية مترابطة يمكن الوصول إليها من خلال مدخل مقوس رئيسي في رقم 40 روزنتالر شتراسه. 
تم تصميم المجمع على طراز الفن المعماري الحديث بواسطة <b>أغسطس إندل</b>. وتم تزيين الفناء الأول بواجهة من الطوب المزجج متعدد الألوان. يتبع بناء هذا المشروع الذي بدأ في عام 1906 نمطًا واضحًا للفصل بين المناطق السكنية والحرف والتجارة والثقافية مما يميزه عن باحات القرن التاسع عشر. 
في عام 1909 أسس كورت هيلر وجاكوب فان هوديس نادي دير نيو هنا  الذي استضاف أحداثًا مثل الأمسيات الأدبية التي أطلقوا عليها اسم كباريه نيوباتشيتشيس (الكاباريه الجديد المثير للشفقة).

## صالة عرض

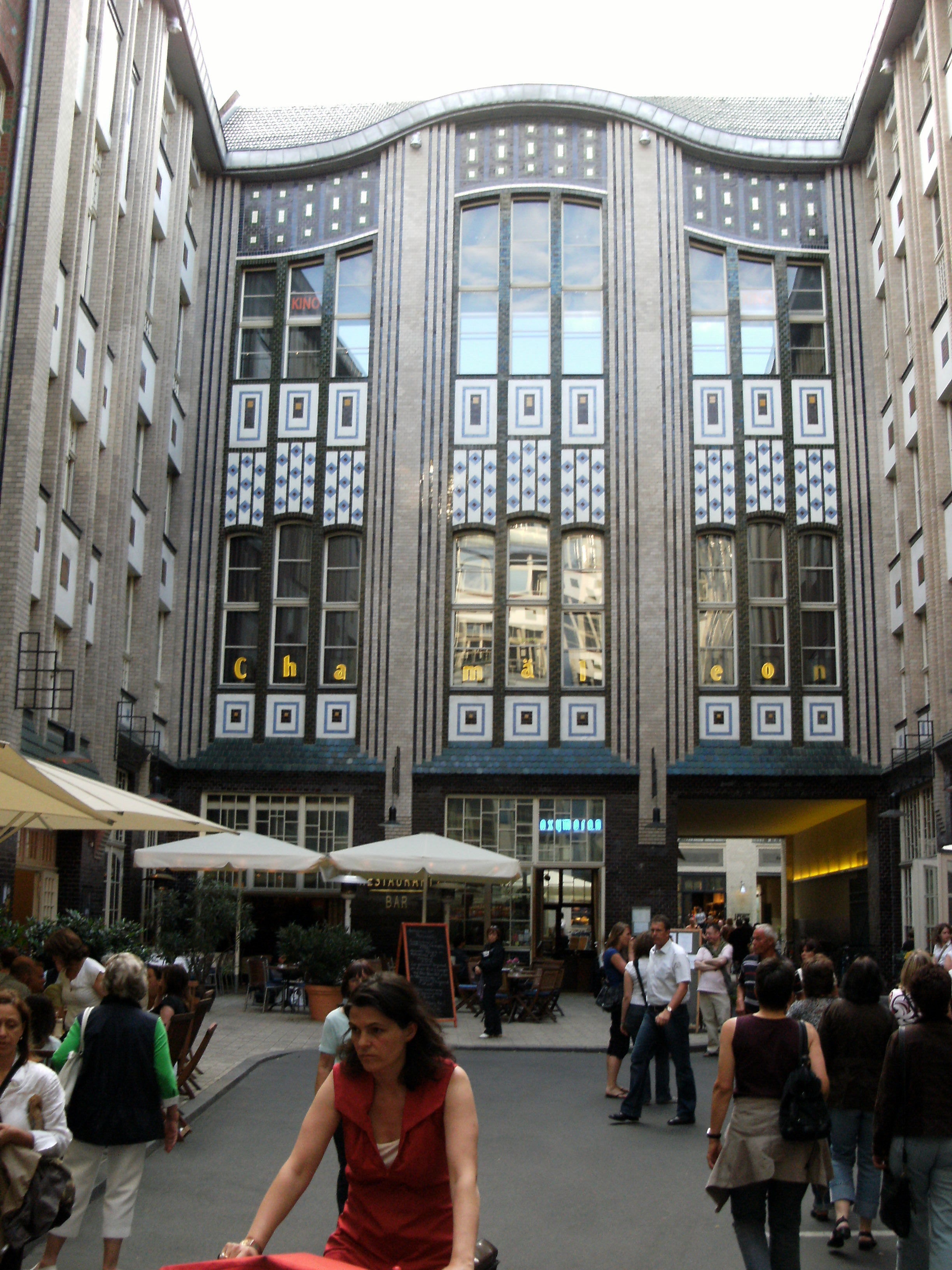
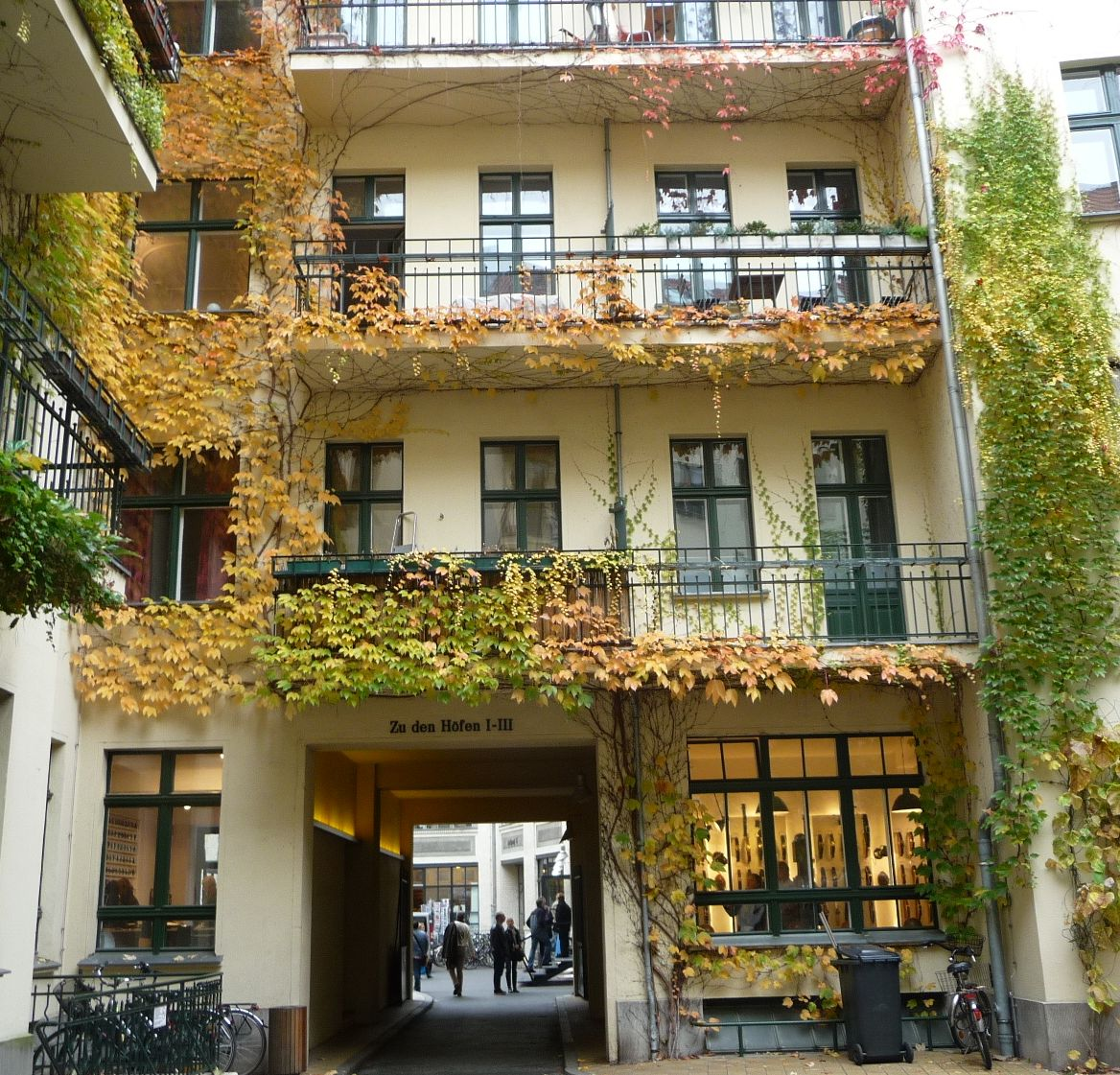
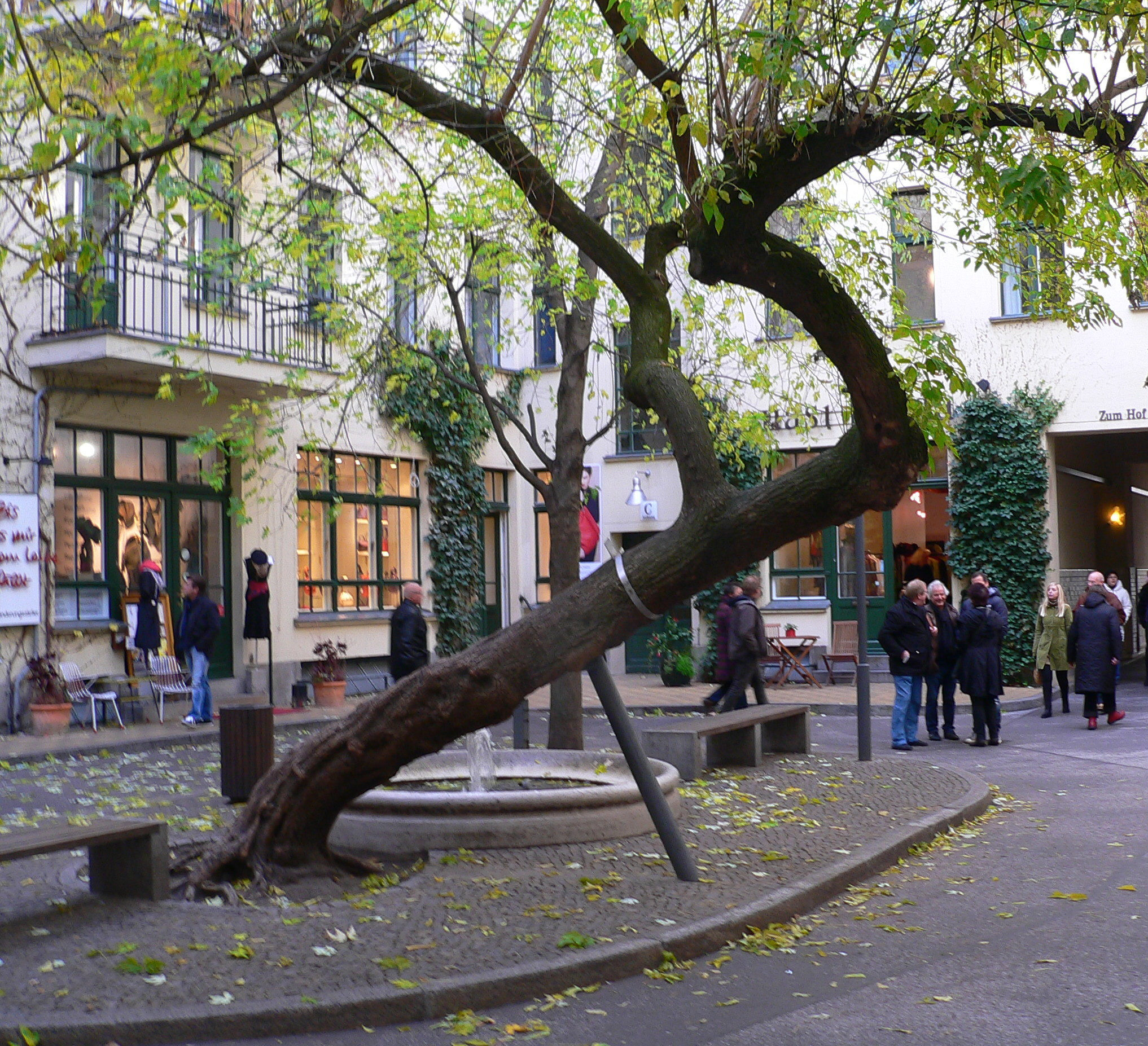
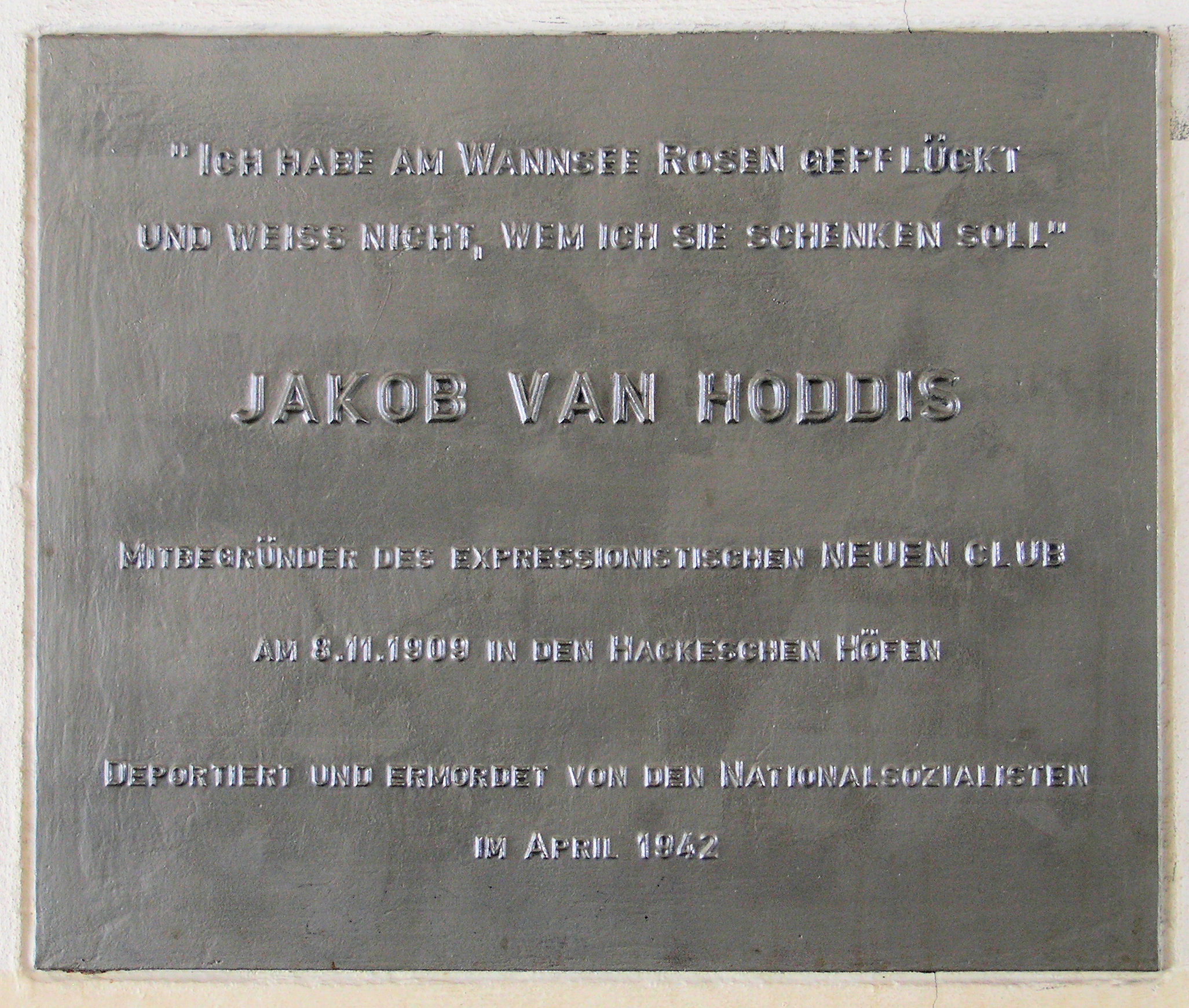
Memorial plaque to Jakob van Hoddis